# Municipio de Kiustendil
El municipio de Kiustendil (en búlgaro: Община Кюстендил) es un municipio búlgaro perteneciente a la provincia de Kiustendil.
En 2011 tiene 60 681 habitantes, de los cuales el 86,51% son étnicamente búlgaros y el 8,59% gitanos. La capital municipal es la también capital provincial Kiustendil, donde viven tres cuartas partes de la población del municipio.
Se ubica en el oeste de la provincia y es fronterizo con Serbia y con Macedonia del Norte. Por su término municipal pasa la carretera E871, que une Sofía con Kumanovo.

## Localidades
Comprende la ciudad de Kiustendil y los siguientes pueblos:
| - Bagrentsi - Bersín - Blátets - Bobéshino - Bogoslov - Búnovo - Chúdintsi - Dozhdévitsa - Dolna Grashtitsa - Dolno Selo - Dolno Uino - Dragovíshtitsa - Dvórishte - Gárbino - Gárliano - Guírchevtsi - Goránovtsi - Gorna Brestnitsa - Gorna Grashtnitsa - Gorno Uino - Gramázhdano - Granitsa - Gurbánovtsi - Guiúeshevo - Ivánovtsi - Kámenichka Skakávitsa - Karshalevo - Kátrishte - Kóniavo - Kópilovtsi - Kopriva - Kutúguertsi - Lelintsi - Leská - Lísets - Lozno | - Lómnitsa - Mazarachevo - Novi Chiflik - Novo Selo - Nikolíchevtsi - Pipérkov Chiflik - Poletintsi - Polska Skakávitsa - Prekólnitsa - Rádlovtsi - Ránentsi - Rezhintsi - Razhdávitsa - Rásovo - Savoiski - Sázhdenik - Shipóchano - Shishkovtsi - Skríniano - Slokóshtitsa - Sovóliano - Stensko - Tarnóvlag - Társino - Tavalíchevo - Tseróvitsa - Tsreshnovo - Tservéniano - Tsarvena Yábalka - Tsarvéndol - Vratsa - Yábalkovo - Zhábokrat - Zherávino - Zhílentsi |